# Чуйский
Чу́йский — посёлок в Бийском районе Алтайского края России. Входит в состав Верх-Катунского сельсовета.

## География
Расположен в 3 км к востоку от центра сельского поселения, села Верх-Катунское,  на Чуйском тракте.
Находится в восточной части края, в южных пределах Бийско-Чумышской возвышенности, на правом берегу реки Катунь.
Уличная сеть
- Береговая ул.
- Зелёная ул.
- Короткая ул.
- Крайняя ул.
- Нагорная ул.
- Новая ул.
- Огородная ул.
- Сиреневая ул.
- Спортивная ул.
- Центральная ул.
- Чуйская ул.
- Шоссейная ул.

Климат
умеренный континентальный. Самый холодный месяц: январь (до −54 °C), самый тёплый: июль (до +39 °C). Годовое количество осадков составляет 450—500 мм.

## История
В 1967 г. Указом Президиума ВС РСФСР посёлок дробильно-сортировочной фабрики переименован в Чуйский.
Посёлок входит в муниципальное образование «Верх-Катунский сельсовет» согласно муниципальной и административно-территориальной реформе 2007 года.

## Население
| 1997 | 1998 | 1999 | 2000 | 2001 | 2002 | 2003 | 2004 | 2005 |
| ---- | ---- | ---- | ---- | ---- | ---- | ---- | ---- | ---- |
| 507  | ↘500 | ↘493 | ↘490 | ↘480 | ↘469 | ↗476 | ↘472 | ↗478 |
| 2006 | 2007 | 2008 | 2009 | 2010 | 2011 | 2012 | 2013 |      |
| ↘451 | ↘443 | ↘440 | ↘425 | →425 | ↘421 | ↘403 | ↘379 |      |

национальный состав
Согласно результатам переписи 2002 года, в национальной структуре населения русские составляли 96 % от 435 жителей.

## Инфраструктура
Функционируют: библиотека, фельдшерско-акушерский пункт, сельский клуб.
Действовала дробильно-сортировочная фабрика.

## Транспорт
Посёлок доступен по федеральной трассе М52

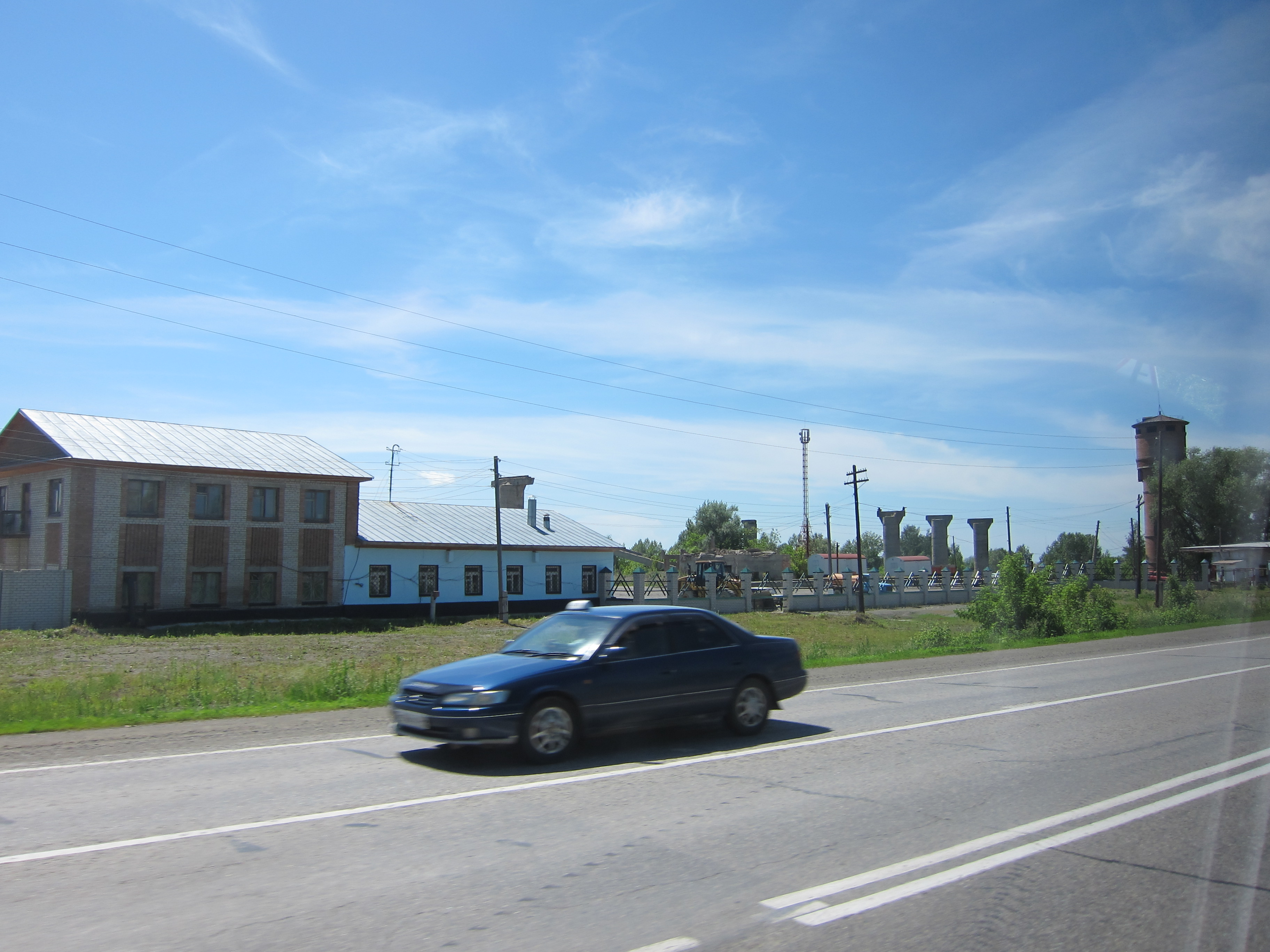
Трасса М-52 у посёлка Чуйский